# William Kennon

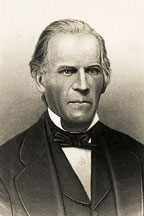
William Kennon

William Kennon (* 14. Mai 1793 in Uniontown, Fayette County, Pennsylvania; † 2. November 1881 in St. Clairsville, Ohio) war ein US-amerikanischer Jurist und Politiker. Zwischen 1829 und 1833 sowie nochmals von 1835 bis 1837 vertrat er den Bundesstaat Ohio im US-Repräsentantenhaus.

## Werdegang
Im Jahr 1804 zog William Kennon mit seinen Eltern in das Belmont County in Ohio. Er besuchte die öffentlichen Schulen seiner jeweiligen Heimat und das Franklin College in New Athens. Nach einem anschließenden Jurastudium und seiner 1824 erfolgten Zulassung als Rechtsanwalt begann er in St. Clairsville in diesem Beruf zu arbeiten. In den 1820er Jahren schloss er sich der Bewegung um den späteren Präsidenten Andrew Jackson an und wurde Mitglied der von diesem 1828 gegründeten Demokratischen Partei.
Bei den Kongresswahlen des Jahres 1828 wurde Kennon im zehnten Wahlbezirk von Ohio in das US-Repräsentantenhaus in Washington, D.C. gewählt, wo er am 4. März 1829 die Nachfolge von John Davenport antrat. Nach einer Wiederwahl konnte er bis zum 3. März 1833 zwei Legislaturperioden im Kongress absolvieren. Seit dem Amtsantritt von Präsident Jackson im Jahr 1829 wurde innerhalb und außerhalb des Kongresses heftig über dessen Politik diskutiert. Dabei ging es um die umstrittene Durchsetzung des Indian Removal Act, den Konflikt mit dem Staat South Carolina, der in der Nullifikationskrise gipfelte, und die Bankenpolitik des Präsidenten. 1832 wurde William Kennon nicht wiedergewählt. Bei den Wahlen des Jahres 1834 wurde er im elften Distrikt seines Staates als Nachfolger von James Martin Bell erneut in den Kongress gewählt, wo er zwischen dem 4. März 1835 und dem 3. März 1837 eine weitere Amtszeit absolvieren konnte. Im Jahr 1836 wurde er nicht in diesem Mandat bestätigt.
Zwischen 1840 und 1847 war William Kennon Vorsitzender Richter am Berufungsgericht. Im Jahr 1850 nahm er als Delegierter an einem Verfassungskonvent für Ohio teil. Von 1854 bis 1856 war er Richter am Supreme Court of Ohio. Danach praktizierte er wieder als Anwalt. Beim Ausbruch des Bürgerkrieges wechselte er zur Republikanischen Partei. Er starb am 2. November 1881 in St. Clairsville, wo er auch beigesetzt wurde. Sein gleichnamiger Cousin William Kennon Jr. (1802–1867) wurde ebenfalls Kongressabgeordneter.